# صرين (سوريا)
صِرِّينُ بلدةٌ ومركز ناحية صرين التابعة لمنطقة عين العرب في محافظة حلب في سوريا. تقع شمال شرق مدينة حلب قرب الحدود التركية. بلغ عدد سكان الناحية 125684 نسمة حسب تعداد عام 2014.